# Limosina submaculata
Limosina submaculata är en tvåvingeart som beskrevs av Oswald Duda 1938. Limosina submaculata ingår i släktet Limosina och familjen hoppflugor. Inga underarter finns listade i Catalogue of Life.